# Badehaus Werzers

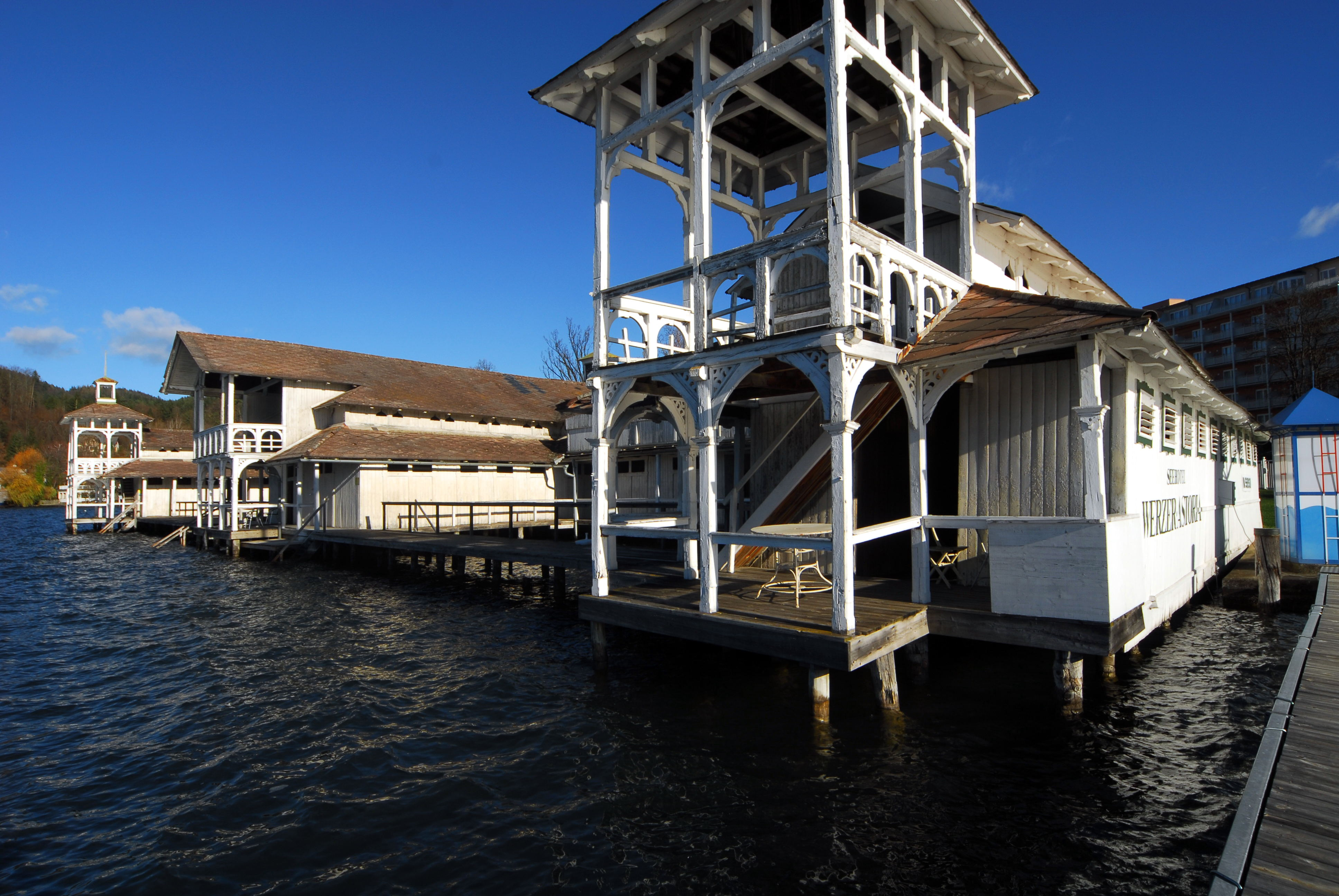
Werzer-Bad, 2008

Das historische Badehaus Werzers in Pörtschach stammt aus dem Jahre 1895 und wurde nach Plänen des Architekten Josef Victor Fuchs gebaut. Das Bauwerk entsprang der beginnenden Freizeit- und Badekultur des 19. Jahrhunderts. In der Badeanstalt selbst waren zwei Schwimmbecken, welche in Herren- und Damenbad getrennt waren. Der eigentliche Zweck des Badehauses war die anfängliche Schwimmschule für Erwachsene. Dieses historische Gebäude ist das letzte seiner Art am Wörthersee und steht seit 1987 unter Denkmalschutz. Zugleich ist das 2013 restaurierte Werzer's Badehaus das letzte hölzerne Badehaus im Stil der Wörthersee-Architektur und eines der beiden letzten in Kärnten.

## Historische Relevanz
Im Zuge des um 1870 beginnenden Bau-Booms schlugen die vornehmsten Familien ihr Feriendomizil in Pörtschach auf. Die berühmtesten Freunde Pörtschachs waren wohl Johannes Brahms (er verbrachte die Sommer 1877–1879 im Ort), Johann Herbeck und Thomas Koschat. Kaiser Franz Josef besuchte den Ort 1856, 1882 und 1899. 1871 wurde ein Postamt eröffnet, 1877 die Freiwillige Feuerwehr, 1883 der Gendarmerieposten und 1887 (in diesem Jahr hatte Pörtschach bereits 2000 Gäste) wurde ein Verschönerungsverein gegründet. Die riesigen Etablissements „Wahliß“ und „Werzer“, die mit den modernsten Einrichtungen (Badeanstalten, Tennisplätze, Apotheken, Büchereien, Schneider, Schuster etc.) ausgestattet waren, bildeten den Mittelpunkt der Pörtschacher Gastronomie.
Die Geschichte von Werzer’s Badehaus liefert Einblicke in die Entwicklung der Badekultur. Aus einem Brief des Abtes von Viktring aus dem 17. Jahrhundert geht hervor, dass bereits die Jesuiten in Pörtschach Badehütten besaßen. Für Ortsansässige war das Badehaus nicht zugänglich, sondern nur den Adeligen und Prälaten. Auch ließ die Bevölkerung des viktorianischen Zeitalters ungern ihr Gewand fallen. Man verbrachte die meiste Zeit nur am Ufer des Wörthersees. Dem Badevergnügen wurde ab Ende des 19. Jahrhunderts größere Bedeutung zugeschrieben. Unter Schwimmen verstand man zunächst eher ein „Untertauchen“, wobei Männer und Frauen immer getrennt waren. Das Baden diente mehr der Körperpflege und Hygiene als dem Vergnügen im heutigen Sinn. Im Wandel der 1920er-Jahre entwickelte sich Pörtschach zu einem bekannten Tourismus- und Freizeitort.

## Das Badehaus heute
Seit den 1990er-Jahren diente Werzer’s Badehaus hauptsächlich der Vermietung von Badekabinen. Das Gebäude begann zu verfallen. Um das Badehaus zu erhalten, wurde es unter Berücksichtigung der Denkmalschutzrichtlinien aufwendig renoviert und einem neuen Nutzen zugeführt. Das neue Werzer’s Badehaus ist mit Wellnessoase mit beheiztem Pool im See, einem mediterranen à la carte-Restaurant sowie einer Suite ausgestattet.